# Stary sługa
Stary sługa – nowela Henryka Sienkiewicza, utrzymana w konwencji gawędy szlacheckiej. Ukazała się w 1875. Według znawców twórczości Sienkiewicza jest to pierwszy utwór pisarza o niewątpliwej wartości artystycznej, trwale należący do jego dorobku pisarskiego. Stary sługa wraz z Hanią i Selim Mirzą składają się na tzw. "małą trylogię".